# Wilhelm Jendras
Wilhelm Jendras (* 18. Juli 1902 in Butschkan; † unbekannt) war ein deutscher Politiker und Funktionär der DDR-Blockpartei Demokratische Bauernpartei Deutschlands (DBD).
Der Vater von Wilhelm Jendras war ein Arbeiter. Nach dem Besuch der Volksschule wurde er Landarbeiter. Er trat nach dem Zweiten Weltkrieg in die DBD ein und wurde in Altenpleen LPG-Vorsitzender. Von 1950 bis 1958 war er Mitglied der DBD-Fraktion der Volkskammer der DDR.